# Kongens Klub
Kongens Klub var en selskabelig forening i København, stiftet 16. november 1776 som Fichs Klub, fra 1782 navngivet Kongens Klub og senere omdøbt til Kjøbenhavns Klub. De aktive medlemmers antal fastsattes til 25.

## Historie
Klubben hed oprindeligt Fichs Klub eller Selskabet i Mad. Schrecks Gaard. Navnet var taget efter ejeren Gottlieb Schreck, der i 1775 havde købt i Karel van Manders Gård på Østergade 15. Han havde indrettet gården med en række klub- og koncertlokaler, hvor bl.a. Kongens Klub havde lejet sig ind. Selskabet fik navnet Kongens Klub ved kgl. resolution af 16. november 1782. Dette navn hang ved huset, der beholdt navnet, selv efter at klubben var flyttet. I 1778 kom de første love for klubben, som var underskrevet af 80 ansete borgere og embedsmænd, deriblandt professor Jens Nørregaard og Rahbek (Jacob Rahbek?). Klubben blev et samlingssted for det bedre borgerskab, og koncerter var en væsentlig aktivitet i klubben. Ved disse lejligheder havde medlemmerne - som kun var mænd - ret til at medbringe to damer på hver billet.
Kongens Klub blev i 1795 forenet med en anden i 1794 stiftet klub, som kaldtes Det forenede Venneselskab, og hvis lokale var blevet ødelagt i den store ildebrand i 1795. I 1842 blev Drejers Klub sammensluttet med Kongens Klub og videreført under sidstnævnte navn. Kongens Klub blev i 1877 af pekuniære hensyn forenet med Det forenede borgerlige Selskab, stiftet i 1798, og blev omdøbt til Kjøbenhavns Klub. Af kendte medlemmer havde denne forening i året 1877 bl.a. J.C. Hauberg, Christian Severin Henrichsen. S.W. Isberg og A.C. Perch.
Omkring 1850 flyttede klubben til nye lokaler, der betød at man nu fik både vinter- og sommerlokaler. I 1846 fik klubben tilladelse til at opføre sommerlokaler på Vesterbrogade 2, og samtidig flyttede den til vinterlokaler på Kongens Nytorv 13. Sommerlokalerne havde klubben indtil 1871, hvor Københavns Kommune opsagde lejemålet. Interiøret i Kongens Klub blev med tiden lidt lurvet, hvilket fremgår af en københavners erindringer fra anden halvdel af 1800-tallet:
| Citat | Jeg ser endnu for mig disse små køjer eller kabinetter, hvori restauranten var inddelt. Gamle, defekte sofaer og stole af halfjersernes rædselsfulde facon med falmet, plettet plydsbetræk, et nøddetræs pillespejl, hvis glas var så overridset, at det overhovedet ikke kunne gøre tjeneste som spejl; et gammelt litografi på væggen, et fag forrevne, mølædte gardiner og en snavset gaslampe med to blus - det var hele udstyret. I et par enkelte værelser fandtes et klaver, som led af kronisk hæshed, hvilket ikke var så mærkeligt, da dets indre stadig blev fugtet med spiritus sjatter, der hældtes ned i det. | Citat |
|       | |       |

Klubbens rådede over et stort bibliotek, der omfattede bøger på flere sprog - danske, tyske, engelske og franske. Bøgerne på biblioteket var en blanding af skøn- og faglitteratur samt håndbøger, og der måtte hjemlånes to bøger ad gangen i 14 dage. Bibliotekets åbningstid var dog ikke imponerende, da der kun var åbent mandag og torsdag fra 13 til 14. Det Kongelige Bibliotek har et antal af klubbens bogfortegnelser. Her kan man bl.a. se, at klubben i 1867 bortauktionerede godt 5000 "gode og velconditionerede bøger".